# Matthias Bouman
Matthias Bouman (Amsterdam, 18 september 1962) is een Nederlands televisieregisseur.

## Loopbaan
Bouman werd geboren in Amsterdam. Hij begon in 1980 zijn loopbaan bij "Cinevideogroup" als video editor. Hierna stapte hij over naar de NOS waar hij ging werken als seniorregisseur. Hij regisseerde hier onder meer programma's over sport en evenementen. Vervolgens werd hij in 1992 regisseur van diverse tv-programma's. Zo regisseert hij onder andere het programma De Wereld Draait Door.

## Tv-programma's
- (1992) Circus Paradijsvogels
- (1995) De Schreeuw van de Leeuw
- (1996) Karin Bloemen
- (1997) Gouden Kalf
- (1997) Nederland Muziekland
- (1998-2000) Nationale Wetenschapsquizjunior
- (1998) Nationale Wetenschapsquiz junior
- (2000) Candy Dulfer in Paradiso I
- (2001) Nederlandse Dans dagen I
- (2001) Nationale Dieren Quiz I
- (2002) KRO Noten Club I
- (2002) Kinderen voor Kinderen
- (2005) Najib Amhali I Most Wanted I
- (2005) De Wereld Draait Door
- (2010) The Best of Najib Amhali I
- (2014) DWDD University

- International Standard Name Identifier: 0000 0003 9004 9192
- Nederlandse Thesaurus van Auteursnamen: 24499899X
- Virtual International Authority File: 283542530
- WorldCat: E39PBJr7TMDvh4WJvBjRyjYVmd